# 2125 Karl-Ontjes
2125 Karl-Ontjes eller 2005 P-L är en asteroid i huvudbältet som upptäcktes den 24 september 1960 av den nederländsk-amerikanske astronomen Tom Gehrels och det nederländska astronomparet Ingrid van Houten-Groeneveld och Cornelis Johannes van Houten vid Palomarobservatoriet. Den är uppkallad efter Karl-Ontjes Groeneveld bror Ingrid van Houten-Groeneveld.
Asteroiden har en diameter på ungefär 11 kilometer.